# Regionaal Landschap Lage Kempen
Het Regionaal Landschap Lage Kempen is een Regionaal Landschap in het noorden en het westen van de Belgische provincie Limburg. Vergeleken met de Antwerpse en Noord-Brabantse Kempen is het gebied zeker niet laaggelegen, maar het ligt lager dan de naburige Hoge Kempen, die op het Kempens Plateau zijn gesitueerd. Het is een van de 16 erkende Regionale Landschappen in Vlaanderen. Het Regionaal Landschap 'Lage Kempen' is opgericht in 2002 en is, evenals de andere Regionale Landschappen een samenwerkingsverband tussen diverse belanghebbenden uit het buitengebied zoals de provincie, gemeenten, natuurverenigingen, toeristische organisaties, landbouwsector, bosgroepen, wildbeheereenheden, erfgoedorganisaties en verenigde landeigenaren. In het noorden van het werkingsgebied bevindt zich Bosland en in het zuiden van het werkingsgebied 'De Wijers' als onderdeel van het Regionaal Landschap Lage Kempen.
Het gebied strekt zich uit over veertien gemeenten. Dit zijn:
- Beringen
- Bocholt
- Halen
- Ham
- Hamont-Achel
- Hechtel-Eksel
- Heusden-Zolder
- Houthalen-Helchteren
- Leopoldsburg
- Lommel
- Lummen
- Pelt
- Tessenderlo
- Zonhoven

## Landschapstypen
Dit Regionaal Landschap kent vier verschillende landschapstypen, te weten:
- Een zandige streek, het Kempens duin- en bosland genaamd, in het noordwesten, wat een grootschalig landschap is, men vindt er de gebieden De Merode en Bosland (kandidaat Nationaal Park).[1][2]
- Vallei van de Dommel, Warmbeek en A-beek, in het noorden, een kleinschalig en cultuurhistorisch rijk landschap, doorsneden door vele beekdalen,
- Het beekdallandschap van de Zwarte Beek, met een zeer afwisselend landschap dat uiteenloopt van droge heidevelden tot moerassen,
- Het vijvergebied De Wijers, waar meer dan 1000 kunstmatige vijvers te vinden zijn.[3]

Van het hele gebied is meer dan een derde deel natuurgebied. Het is ook een van de bosrijkste delen van Vlaanderen.